# Коробка Будды
«Коробка Будды» — восьмой эпизод двадцать второго сезона мультсериала «Южный Парк». Вышел 28 ноября 2018 года в США. В России эпизод был представлен 5 декабря 2018 года на телеканале Paramount Comedy.
В центре внимания оказывается «Коробка Будды» - картонная коробка, которую люди Южного Парка начинают носить на голове, чтобы бороться с тревожностью.

## Сюжет
Эрик Картман рассказывает своему психотерапевту о проблемах, которые он испытывал в прошлых эпизодах сезона, об окружающих людях, которые пытаются его «разлучить» со своим телефоном. Психолог ставит ему диагноз тревожности. Чтобы решить эту проблему, Картман покупает «Коробку Будды», которую он надевает на голову. Она позволяет ему расслабиться и легко игнорировать людей вокруг. Благодаря Картману многие люди покупают и используют такую коробку. Кайла раздражает поведение Картмана, и он говорит ему, что тревожность есть абсолютно у всех. Картман, узнав об этом, приходит к мэру Мэкдэниэлс. Он просит признать тревожность эпидемией и начать сбор денег на покупку «Коробку Будды».
Администрация начальной школы испытывает проблемы с пк-детьми. Они решают не отдавать их в детский сад, потому что окружающие могут узнать, что ПК-Директор – их настоящий отец. Когда они узнают о «Коробке Будды», то начинают ей пользоваться. Их отвлечение от окружающего мира приводит к тому, что их ПК-дети пропадают. В итоге дети подписывают контракт с музыкальным продюсером, который заставляет их выпустить музыкальный хит и даёт им название «ПК-Детки». Узнав об этом, Сильная Женщина и ПК-Директор отправляются в студию звукозаписи. Узнав, что они за один день успели протестовать против названий напитков в баре, остановить строительство проблемного виадука и написать хит-сингл, ПК-директор и сильная женщина понимают, что они всё это пропустили из-за телефонной зависимости. Они проводят собрание, на котором призывают отказаться от «Коробки Будды» и уменьшить время использования мобильного телефона. Они замечают, что их никто не видит и не слышит, и решают провести время как настоящая семья.